# Европско првенство у атлетици за млађе сениоре 2013 — 5.000 метара за жене
Такмичење у трчању на 5.000 метара у женској конкуренцији на 9. Европском првенству у атлетици за млађе сениоре 2013. у Тампереу одржано је 14. јула 2013. на стадиону Ратина.
Титулу освојену у Острави 2011, није одбранила Лајес Абдулајева из Азербејџана.

## Земље учеснице
Учествовало је 23 такмичарки из 15 земаља.
1. Азербејџан (2)
2. Аустрија (1)
3. Белорусија (1)
4. Италија (2)
5. Литванија (1)
6. Пољска (2)
7. Румунија (1)
8. Србија (1)
9. Турска (2)
10. Уједињено Краљевство (2)
11. Француска (1)
12. Холандија (3)
13. Швајцарска (1)
14. Шведска (1)
15. Шпанија (2)

## Освајачи медаља
|                      |                               |                                    |
| Гамзе Булут · Турска | Лајес Абдулајева · Азербејџан | Кејт Ејвери · Уједињено Краљевство |

## Сатница
| Датум   | Време | Коло   |
| ------- | ----- | ------ |
| 14. јул | 16:30 | Финале |

## Резултати

### Финале
Такмичење је одржано 14. јула 2013. године у 16:30.
| Место | Атлетичарка            | Земља                | Резултат | Белешка |
| ----- | ---------------------- | -------------------- | -------- | ------- |
|       | Гамзе Булут            | Турска               | 15:45,03 | ЛР      |
|       | Лајес Абдулајева       | Азербејџан           | 15:51,72 |         |
|       | Кејт Ејвери            | Уједињено Краљевство | 15:54,07 |         |
| 4.    | Tsenynesh Tsenga       | Азербејџан           | 16:06,70 | ЛР      |
| 5.    | Лив Вестфал            | Француска            | 16:08,85 |         |
| 6.    | Моника Мадалина Флореа | Румунија             | 16:12,61 |         |
| 7.    | Jamie van Lieshout     | Холандија            | 16:14,48 |         |
| 8.    | Тања Саретеро          | Шпанија              | 16:14,82 | ЛР      |
| 9.    | Irene van Lieshout     | Холандија            | 16:19,30 | ЛР      |
| 10.   | Моника Јуодешкаите     | Литванија            | 16:22,46 |         |
| 11.   | Наталија Вацлавска     | Пољска               | 16:24,81 |         |
| 12.   | Есма Ајдемир           | Турска               | 16:28,68 |         |
| 13.   | Елин Борглунд          | Шведска              | 16:38,99 |         |
| 14.   | Марлин ван Хал         | Холандија            | 16:40,98 |         |
| 15.   | Џенифер Вент           | Аустрија             | 16:41,46 |         |
| 16.   | Приска Ауф дер Маур    | Швајцарска           | 16:42,11 | ЛР      |
| 17.   | Ана Вега               | Шпанија              | 16:44,80 |         |
| 18.   | Бет Потер              | Уједињено Краљевство | 16:45,67 |         |
| 19.   | Лаура Ботини           | Италија              | 16:55,38 |         |
| 20.   | Теодора Симовић        | Србија               | 17:09,85 | ЛР      |
| 21.   | Џесика Пулина          | Италија              | 17:13,30 |         |
| 22.   | Tatsiana Stsefanenka   | Белорусија           | 17:14,75 |         |
| 23.   | Dominika Napieraj      | Пољска               | 17:19,20 |         |
|       | Бурџу Бујукбезгин      | Турска               | НС       |         |

#### Пролазна времена
| Дистанца | Атлетичарка      | Земља      | Време    |
| -------- | ---------------- | ---------- | -------- |
| 1.000 м  | Лајес Абдулајева | Азербејџан | 3:11,49  |
| 2.000 м  | Гамзе Булут      | Турска     | 6:17,35  |
| 3.000 м  | Гамзе Булут      | Турска     | 9:17,79  |
| 4.000 м  | Гамзе Булут      | Турска     | 12:33,29 |